# Ückeritz
Ückeritz er en by og kommune i det nordøstlige Tyskland, beliggende i Amt Usedom-Süd i den nordøstlige del af Landkreis Vorpommern-Greifswald på øen Usedom. Landkreis Vorpommern-Greifswald ligger i delstaten Mecklenburg-Vorpommern.

## Geografi
Ückeritz er en badeby, beliggende på den smalle landtange mellem Nord- og Südusedom ved Bundesstraße B 111, med kyst til både Østersøen og Achterwasser. Cirka tolv kilometer øst for kommunen ligger badebyen Ahlbeck (i Heringsdorf) og 21 km mod vest, byen Wolgast.

## Eksterne kilder og henvisninger
- Wikimedia Commons har flere filer relateret til Ückeritz
- Kommunens websted
- Kommunens side  på amtets websted
- Befolkningsstatistik mm Arkiveret 25. oktober 2017 hos  Wayback Machine